# Hendricus Oosting
Hendricus Oosting (Den Hof, nabij de Wijk, gedoopt 24 juli 1718 - Wachtum, 17 februari 1793) was een Nederlandse schulte
Oosting werd geboren op Den Hof bij de Wijk. Hij was een zoon van de advocaat Nicolaas Oosting en Johanna Huisink. Hij studeerde rechten aan de universiteit van Groningen en promoveerde aldaar in 1744. Hij trouwde in 1746 te Assen met Johanna Margaretha Haak, dochter van de advocaat Jan Haak en  Wilhelmina Tabing. In 1788 werd hij benoemd tot schulte van Sleen in de plaats van Hendrik Jan Verschuir, die was afgezet vanwege zijn patriottische sympathieën. Oosting overleed in februari 1793 te Wachtum op 74-jarige leeftijd.
Oosting was een zwager van de schulte van Havelte en Vledder Albertus van Riemsdijk, die getrouwd was met zijn halfzuster Willemina Oostingh.